# 鲁涤平
鲁涤平（1887年—1935年1月31日），字咏庵，一作咏安，号旡烦，湖南宁乡人。中國國民黨高級將領，曾任湖南省主席。後因桂系军阀逼迫退出湖南（鲁案），先後改任江西省主席、浙江省主席，逝世于南京。后运回湖南宁乡与其妾室沙夫人（鲁涤平死后即跳楼自杀）合葬，有子女留在大陆。鲁涤平的姑母是刘少奇的母亲，弟弟魯蕩平是著名教育家、书法家。

## 經歷
鲁涤平行伍出身，22歲考入湖南兵目學堂，其立場親革命黨，辛亥革命時參與後續各省獨立起義運動。
國民政府時代出任湖南陸軍第六團團長，1915年加入中華革命黨，1916年出任湖南陸軍獨立第三旅旅長，1921年在趙恆惕的指揮下參與湘鄂戰爭，在羊樓司戰鬥、趙李橋戰鬥與佔領湖北軍政權力的北京政府部隊交戰獲勝，但是戰爭最後以獲得直系軍閥增援的湖北部隊勝利告終。1922年升任湖南陸軍第二師師長，成為民國時代早期湖南軍閥的重要人物之一。湖南省在民國時代早期有譚延闓與趙恆惕的內鬥，鲁涤平所屬部隊保持中立並未參戰，但部下與譚延闓關係較為密切，因此逐漸不容於省內，在1923年鲁涤平跟隨譚延闓離湘，擁護孫中山，率部分部隊到廣東加入其麾下，在1923年7月16日被任命為湖南討賊軍湘中第二軍軍長。1923年底北京政府所屬的江西省部隊（贛軍）試圖攻佔廣東，鲁涤平兼任湘軍總指揮，在廣東省江北與滇軍等共同擊退北京政府部隊，稱為江北大捷。
1924年3月，鲁涤平被孫中山任命為禁菸督辦，1924年8月辭退此職務。1924年10月，湖南討賊軍改組為建國湘軍，鲁涤平擔任建國湘軍第二軍軍長。1925年建國湘軍改組為國民革命軍，鲁涤平成為國民革命軍第二軍副軍長。
1926年7月國民黨北伐中，升任第二軍軍長代理兼右翼指揮官，1927年5月扶正成為正式軍長。後任第四集團軍第一軍團總指揮，序列上為第四集團軍總指揮李宗仁麾下。
1928年5月得到新桂系支持，出任湖南省政府主席，旗下部隊為國民革命軍第18師。在當時國民黨與中國共產黨已決裂，中國共產黨在幾座主力城市發動暴動失敗後竄入鄉村，並在江西省、福建省、湖南省、湖北省地的鄉村成立根據地。隨後國民政府成立湘鄂“会剿”总指挥部，並由鲁涤平擔任指揮官，鲁涤平則將前線作戰交由何鍵指揮，在1928年對抗共產黨的戰爭尚稱順利，然而在該役之後，因蔣中正提供軍火給18師作為戰力補充，成為何鍵教唆新桂系處理鲁涤平的導火線。
1929年2月，鲁涤平被新桂系胡宗铎假国民党武汉政治分会之名义免职，免職名義為「剿共不力，把持湖南財政，重征厘金鹽務，不服從分會監督」。新桂系的15師與52師聯手制伏繳械18師，鲁涤平逃往南京向蔣中正申冤，是为鲁案。因該案的仲裁最終誘發了新桂系與蔣介石之間的蔣桂戰爭。
蔣桂戰爭結束後，雖然第18師師長一職恢復，但湖南省主席一職由其政治對手何鍵奪得。1930年4月鲁涤平轉任武漢衛戍總司令，同年8月接任江西省政府主席，後兼國民革命軍第九路軍指揮官，旗下主力部隊有國民革命軍第18師（師長张辉瓒）、國民革命軍第50師（師長譚道源）。鲁涤平在1930年10月擔任第一次江西剿共戰爭主力指揮官，但是部隊被毛泽东“诱敌深入”游击战略打败，第九路軍戰力大傷。因該次剿共戰爭的重大失敗，鲁涤平被撤除包括南昌行營主任、第九路軍總指揮。
鲁涤平雖然軍事指揮極度失敗，但是其開啟的行政督察制度在後續對抗共產黨的戰爭仍持續使用。因江西省對抗中國共產黨的壓力日增，1931年12月15日，蔣介石主持召開第四十九次國務會議，鲁滌平的江西省主席職務被撤職，轉任浙江省政府主席。由於浙江省主要是蔣中正的親信控制省政，失去軍權的鲁涤平基本上為虛職主席，並未涉入浙江省政運作。1934年12月鲁涤平卸任，轉任軍事參議院副院長，該職位同樣亦為虛職。
1935年1月31日，病逝于南京。鲁涤平中年暴亡，傳聞内有蹊跷，与史量才被刺案有关，是民国疑案之一。
死後，追贈陸軍上將。